# Let's Work Together: The Best of Canned Heat
Let's Work Together: The Best of Canned Heat è una raccolta di brani dei Canned Heat pubblicata nel 1989.

## Tracce
1. On the Road Again – 3:25
2. Bullfrog Blues – 2:17
3. Rollin' and Tumblin' – 3:06
4. Amphetamine Annie – 3:31
5. Fried Hockey Boogie – 11:05
6. Sic 'em Pigs – 2:35
7. Poor Moon – 2:40
8. Let's Work Together – 2:48
9. Going Up the Country – 2:50
10. Boogie Music – 2:59
11. Same All Over – 2:48
12. Time Was – 3:19
13. Sugar Bee – 2:37
14. Rockin' with the King – 3:16
15. That's Alright Mama – 4:16
16. My Time Ain't Long – 3:47
17. Future Blues – 2:58
18. Pony Blues – 3:48
19. So Sad (The World's in a Tangle) – 7:55
20. The Chipmunk Song – 2:48